# Дежарден, Эрик
Эри́к Дежарде́н (фр. Eric Desjardins; род. 14 июня 1969, Руэн-Норанда, Канада) — канадский бизнесмен и хоккейный тренер, в прошлом профессиональный канадский хоккеист, защитник. 
Выбран «Монреаль Канадиенс» на драфте 1987 года во втором раунде под 38-м номером. 
3 июня 1993 года во втором матче финальной серии Кубка Стэнли против «Лос-Анджелес Кингз» сделал хет-трик, в том числе сравняв счёт на предпоследней минуте третьего периода и забросив победную шайбу на первой минуте овертайма (3:2). Это был единственный хет-трик Дежардена в НХЛ. Этот результат во многом перевернул ход серии, и «Монреаль» в итоге победил 4-1. Всего в том плей-офф Дежарден набрал 14 очков (4+10) в 20 матчах.
Был обменян 9 февраля 1995 года в «Филадельфия Флайерз» вместе с Жильбером Дионном и Джоном Леклером на Марка Рекки.
Закончил карьеру игрока в 2006 году. С сезона 2008 года Дежарден возглавляет молодёжную команду «Флайерз».

## Достижения
- Обладатель Кубка Стэнли сезона 1992-93 гг.
- Участник Матча всех звезд НХЛ — 1992, 1996, 2000
- Финалист Кубка Стэнли сезона 1996-97 гг.
- Участник хоккейного турнира Зимних Олимпийских Игр в Нагано (1998 г.) в составе сборной Канады